# ジャマールッディーン・ヤークート
ジャマールッディーン・ヤークート（Jamal ud-Din Yakut; Jamāl al-Dīn Yāqūt; ? - 1240）は、13世紀の北インド、デリーのマムルーク朝（奴隷王朝の別名）の廷臣。ヤークートは、ハブシーと呼ばれる、サハラ以南のアフリカにルーツを持つ奴隷であった（#出自）。女性君主のジャラーラトゥッディーン・ラディーヤ（ラズィーヤ）・ビント・イルトゥトミシュに重用され、大将軍の肩書きを持つに至った。しかしそれがために、他のテュルク系貴族や官僚に憎悪された。ラズィーヤに対する反乱のさなかに殺された（#生涯）。

## 出自
ヤークートは、ハブシー（ḥabšī）であった。ハブシーとは、（アラビア語の原義はアビシニア人のことであるが）、インドのムスリム君主が所有した東アフリカ出身の黒人奴隷のことである。ハブシーは、身体的な力と忠誠心にすぐれるとされ、デリー・スルターン朝では軍人や官僚として重用された。ハブシーの子孫はインド亜大陸に土着化し、スィッディー（siddi）と呼ばれるエスニック・グループを形成している。

## 生涯
ジャマールッディーン・ヤークートは、スルターン・イルトゥトミシュとスルターナ・ラズィーヤの間の時代、1200年ごろから1240年までを生き、マムルーク朝に仕えた廷臣である。ヤークートやラズィーヤの生涯を叙述するための基礎史料は、14世紀北インドの歴史家、アブドゥルマリク・イサーミーが著した Futuh-us-Salatin （諸スルターンの贈り物）である。
スルターン位継承後、4, 5年の間のラズィーヤの治世は平穏であったとされる。宮廷詩人でもあったイサーミーの解釈によれば、ヤークートへの恋がラズィーヤを狂わせた。ラズィーヤはヤークートに最初、厩舎長（アミール＝ル・ハイル Amir-al-Khayl）の称号を与え、その後、さらに、大将軍（アミール＝ル・ウマラー Amir al-Umara）の称号を彼に与えた。この人事にあきれ、怒ったテュルク系ムスリム貴族とウラマーは、ただでさえ女性に支配されていることに不満であるのに、さらに当該君主と黒人奴隷が親密な関係を築いて自分たちを排斥しようとしていると考えた。
まもなく「ヤークートが女王の両脇に腕を差し入れ、持ち上げて女王を馬に乗せるところを見た」と証言する者が現れた。そこから、二人の関係は不道徳なものであるという噂が広がった。貴族らは、ラズィーヤが子供の頃に親しくしていたイフティヤールッディーン・トゥーニヤー（マリク・トゥーニヤー）を総大将として反乱を起こした。イフティヤールッディーン・トゥーニヤーは、パンジャーブのバーティンダを領するマリクである。ラズィーヤとヤークートは篭城よりもデリー城外で反乱軍と会戦することを選んだ。しかし、ラズィーヤ軍は敗走し、ヤークートは殺された。
14世紀のイブン・バットゥータは、二人の関係を不義とし、公の場でなれなれしく振舞っていたと記録する。しかし、ヤークートはラズィーヤの、せいぜい側近か友人にすぎないとする意見もある。上述のヤークートの不適切行為の噂についても、ラズィーヤが騎乗するときは常に象に乗り、馬には乗っていなかったので捏造とする説もある。
14世紀のイサーミーは「女性の居場所は綿繰り機の前だ」として「ラズィーヤは（ヤークートとの恋ではなく）悲しみを杯に汲み、（ヤークートではなく）綿布を伴侶にしていればよかったものを」と述べ、ラズィーヤを非理性的な君主として記述する。現代では、ヤークートの抜擢には重要なポストを忠臣に与えることでテュルク系貴族の勢力に対抗するという意図があったと考え、ラズィーヤを合理的な君主として描くこともある。